# 司马衡
司马衡（？—266年4月2日），字子平，河内郡温县（今河南省焦作市温县）人，西晋太宰、持节、都督中外诸军事、安平献王司马孚第八子，晋朝宗室、官员。

## 生平
司马衡在曹魏时期被封为德阳乡侯，又进封汝阳子，为驸马都尉。晋武帝司马炎接收禅让建立西晋后，于泰始元年十二月丁卯（266年2月9日）封司马衡为常山王，食邑三千七百九十户。泰始二年二月己未（266年4月2日），司马衡去世，谥号孝。司马衡没有儿子，以大哥安平世子司马邕第四子司马殷为后嗣。

## 家庭

### 兄弟
- 司马邕，西晋步兵校尉、侍中、安平贞世子
- 司马望，西晋大司马、义阳成王
- 司马辅，西晋太原成王
- 司马翼，曹魏武贲中郎将
- 司马晃，西晋侍中、司空、尚书令、下邳献王
- 司马瑰，西晋东中郎将、太原烈王
- 司马珪，西晋尚书右仆射、高阳元王
- 司马景，西晋沛顺王

## 延伸阅读
[在维基数据编辑]
 《晉書·卷037》，出自房玄齡《晉書》

| 前任： 無 | 晉朝常山王 265年—266年 | 繼任： 嗣子司馬殷 |